# 九潮镇
九潮镇，是中华人民共和国贵州省黔东南苗族侗族自治州黎平县下辖的一个乡镇级行政单位。

## 行政区划
九潮镇下辖以下地区：
九潮村、大榕村、罗伍村、定八村、阡洞村、民罗村、赖洞村、同腊村、便等村、吝洞村、弄北村、曰寨村、高寅村、顺寨村、高维村、贡寨村、治彦村和宝寨村。

## 中国传统村落
- 2012年12月，高寅村、贡寨村、吝洞村被评为首批“中国传统村落”。
- 2013年8月，高雄村、定八村、大溶村新寨、顺寨村被评为第二批中国传统村落。